# わが心にかくも愛しき
『わが心にかくも愛しき』（わが こころ に かく も いとしき 、別名:私の心よ(わたし の こころ よ)、原題：So Dear to My Heart）は1948年に制作されたウォルト・ディズニー・カンパニー製作のアニメ・実写映画。上映時間は82分。原作はスターリング・ノースの児童向け小説『Midnight and Jeremiah』。
1948年11月29日にシカゴで先行公開した後、翌1949年1月19日に全米で公開された。
日本では1951年9月2日に公開。ソフト化はされていない。2014年12月、この物語に登場する「こひつじのダニー」が、翌年の干支「未年」にちなみ、東京ディズニーランドと東京ディズニーシーでのオリジナルグッズのキャラクターとして抜擢された。

## あらすじ
キンケイドはおばあさんの農場で暮らしているが、ある日黒い子羊・ダニーを引き取る。ハイラムおじさんから品評会に羊を出して勝てば賞品がもらえるという話を聞き、キンケイドはダニーを優勝させるために調教を始める。ダニーはそのためにおばあさんと頻繁に衝突するが、品評会に行くと見事に特別賞を受賞する。

## キャスト
- ジェレマイア（ジェリー）・キンケイド - ボビー・ドリスコール
- ティルディ - ルアナ・バタン（英語版）
- ハイラム・ダグラス（おじさん） - バール・アイヴス
- キンケイドのおばあさん - ビューラ・ボンディ
- 郡共進会[2]の審査員長 - ハリー・ケリー[3]

## 挿入歌
ラベンダー・ブルー
ハイラムおじさんが劇中でギターをもって弾き語る楽曲。第22回アカデミー賞で歌曲賞にノミネートされた。